# Novi list (Reka)
Novi list je hrvaški časopis s sedežem na Reki. Izhaja vsak dan z izjemo praznikov. Prvenstveno je namenjen prebivalcem Primorsko-goranske županije, vendar se distribuira po vsej državi.
Prvi dnevnik z imenom Novi list je januarja 1900 v Sušaku ustanovil hrvaški novinar in politik Frano Supilo. Marca istega leta se je redakcija preselila na Reko, z letom 1904 pa je začel izhajati zjutraj in tudi ob nedeljah. Zaradi čedalje večje vplivnosti in izrazite prohrvaške drže so ga avstro-ogrske oblasti leta 1907 prepovedale, zato ga je Supilo začel izdajati kot Riječki Novi list. Časopis je prenehal izhajati leta 1915. Po koncu prve svetovne vojne je bilo nekaj poskusov izdajanja časopisa s tem imenom, ki pa niso dosegli večjega kroga bralcev.
Marca 1947 je pričel izhajati časopis Riječki list, ki se je leta 1954 preimenoval v Novi list. Od leta 1969 do 1990. let si je večino vsebine, kasneje pa tudi glavne urednike z njim delil istrski časopis Glas Istre.
Leta 1993 se je časopis pretvoril v delniško družbo v lasti njegovih novinarjev in urednikov. Po zaslugi neodvisnega poročanja med in po hrvaški osamosvojitveni vojni si je Novi list v 1990. letih pridobil ugled in branost po vsej Hrvaški.
Danes Novi list velja za levosredinsko usmerjen medij. Uredništvo in tiskarna se nahajata na Zvonimirovi ulici na Reki. 